# Bakalan (Jumapolo)
Bakalan is een bestuurslaag in het regentschap Karanganyar van de provincie Midden-Java, Indonesië. Bakalan telt 2525 inwoners (volkstelling 2010).